# Kermes corticalis
Kermes corticalis är en insektsart som beskrevs av Nasonov 1908. Kermes corticalis ingår i släktet Kermes och familjen eksköldlöss. Inga underarter finns listade i Catalogue of Life.